# سمكة سيليستيل

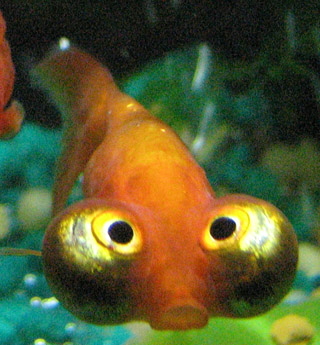

سمكة سيليستيل (بالإنجليزية: Celestail Goldfish)‏ أول ظهور له كان في حوالي عام 1870، وفي اليابان يسمى ديميرانشو Demeranchu.
عرض الجسم يكون أكبر من نصف طول السمكة، العيون بارزة إلى أعلى سطح الرأس، ولا توجد زعنفة ظهرية أما باقي الزعانف الأخرى فهي مزدوجة، الزعنفة الخلفية منقسمة واطرافها متشعبة ودائرية الشكل.
هذا النوع من السمك يعدّ حساس، لذا لا يوصي به للمبتدئين.